# Bocana bistrigata
Bocana bistrigata är en fjärilsart som beskrevs av Otto Staudinger 1888. Bocana bistrigata ingår i släktet Bocana och familjen nattflyn. Inga underarter finns listade i Catalogue of Life.